# U-21-Fußball-Europameisterschaft 2025/Gruppe A
| Pl. | Land     | Sp. | S | U | N | Tore    | Diff. | Punkte |
| --- | -------- | --- | - | - | - | ------- | ----- | ------ |
| 1.  | Spanien  | 3   | 2 | 1 | 0 | 006:400 | +2    | 07     |
| 2.  | Italien  | 3   | 2 | 1 | 0 | 003:100 | +2    | 07     |
| 3.  | Slowakei | 3   | 1 | 0 | 2 | 004:500 | −1    | 03     |
| 4.  | Rumänien | 3   | 0 | 0 | 3 | 002:500 | −3    | 0      |

Gruppe A der U-21-Fußball-Europameisterschaft 2025:

## Slowakei – Spanien 2:3 (0:2)
| Slowakei                                                        | Slowakei | Spanien | Spanien |
| --------------------------------------------------------------- | --- | --- | ------- |
| Slowakei                                                        | \| 1. Spieltag \| \| 11. Juni um 18:00 Uhr in Bratislava (Národný futbalový štadión) \| \| Zuschauer: 19.964 \| \| Schiedsrichter: Damian Sylwestrzak ( Polen) \| \| Spielbericht \| | \| 1. Spieltag \| \| 11. Juni um 18:00 Uhr in Bratislava (Národný futbalový štadión) \| \| Zuschauer: 19.964 \| \| Schiedsrichter: Damian Sylwestrzak ( Polen) \| \| Spielbericht \| | Spanien |
| Slowakei                                                        | Ľubomír Belko – Samuel Kopásek, Jakub Jakubko, Adam Obert, Dominik Javorček – Tomáš Rigo (80. Adrián Kaprálik), Sebastián Nebyla, Tomáš Suslov (87. Timotej Jambor) – Nino Marcelli (87. Martin Šviderský), Dominik Hollý (75. Mário Sauer), Leo Sauer (80. Roman Čerepkai) Cheftrainer: Jaroslav Kentoš | Alejandro Iturbe – Marc Pubill, Cristian Mosquera, César Tárrega, Gerard Martín (46. Hugo Bueno) – Javi Guerra, Beñat Turrientes (77. Mikel Jauregizar) – Juanlu Sánchez (66. Raúl Moro), Tablo Torre (58. Alberto Moleiro), Diego López – Mateo Joseph (66. Roberto Fernández) Cheftrainer: Santi Denia | Spanien |
| Slowakei                                                        | 1:2 Kopásek (48.) 2:2 Suslov (53., Foulelfmeter) | 0:1 Pubill (16.) 0:2 Joseph (18.) 2:3 Tárrega (90.) | Spanien |
| Slowakei                                                        | Suslov (38.), Hollý (54.), Kopásek (86.) | Turrientes (71.) | Spanien |
| Slowakei                                                        | Spieler des Spiels: César Tárrega (Spanien) | | Spanien |
| 1. Spieltag                                                     | | |         |
| 11. Juni um 18:00 Uhr in Bratislava (Národný futbalový štadión) | | |         |
| Zuschauer: 19.964                                               | | |         |
| Schiedsrichter: Damian Sylwestrzak ( Polen)                     | | |         |
| Spielbericht                                                    | | |         |

## Italien – Rumänien 1:0 (1:0)
| Italien                                                                    | Italien | Rumänien | Rumänien |
| -------------------------------------------------------------------------- | --- | --- | -------- |
| Italien                                                                    | \| 1. Spieltag \| \| 11. Juni um 21:00 Uhr in Trnava (City Arena – Štadión Antona Malatinského) \| \| Zuschauer: 2.450 \| \| Schiedsrichter: Vasilios Fotias ( Griechenland) \| \| Spielbericht \| | \| 1. Spieltag \| \| 11. Juni um 21:00 Uhr in Trnava (City Arena – Štadión Antona Malatinského) \| \| Zuschauer: 2.450 \| \| Schiedsrichter: Vasilios Fotias ( Griechenland) \| \| Spielbericht \|                                                                                           | Rumänien |
| Italien                                                                    | Sebastiano Desplanches – Mattia Zanotti (86. Michael Kayode), Daniele Ghilardi, Lorenzo Pirola , Matteo Ruggeri – Giovanni Fabbian, Matteo Prati, Cher Ndour – Tommaso Baldanzi (86. Niccolò Pisilli), Luca Koleosho (63. Giuseppe Ambrosino) – Wilfried Gnonto (63. Cesare Casadei) Cheftrainer: Carmine Nunziata | Răzvan Sava – Tony Strata (61. Dan Sîrbu), Cristian Ignat (46. Ovidiu Perianu), Matei Ilie, Andrei Borza – Marius Corbu (46. Octavian Popescu), Ümit Akdağ, Constantin Grameni (86. Zoran Mitrov) – Ianis Stoica (61. Rareș Burnete), Louis Munteanu , Rareș Ilie Cheftrainer: Răzvan Rotaru | Rumänien |
| Italien                                                                    | 1:0 Baldanzi (26.) | | Rumänien |
| Italien                                                                    | Fabbian (90.) | Munteanu (20.), Grameni (47.) | Rumänien |
| Italien                                                                    | Desplanches hält Foulelfmeter von Munteanu (45.+3') | | Rumänien |
| Italien                                                                    | Spieler des Spiels: Luca Koleosho (Italien) | | Rumänien |
| 1. Spieltag                                                                | | |          |
| 11. Juni um 21:00 Uhr in Trnava (City Arena – Štadión Antona Malatinského) | | |          |
| Zuschauer: 2.450                                                           | | |          |
| Schiedsrichter: Vasilios Fotias ( Griechenland)                            | | |          |
| Spielbericht                                                               | | |          |

## Spanien – Rumänien 2:1 (0:1)
| Spanien                                                         | Spanien | Rumänien | Rumänien |
| --------------------------------------------------------------- | --- | --- | -------- |
| Spanien                                                         | \| 2. Spieltag \| \| 14. Juni um 18:00 Uhr in Bratislava (Národný futbalový štadión) \| \| Zuschauer: 10.023 \| \| Schiedsrichter: Sander van der Eijk ( Niederlande) \| \| Spielbericht \| | \| 2. Spieltag \| \| 14. Juni um 18:00 Uhr in Bratislava (Národný futbalový štadión) \| \| Zuschauer: 10.023 \| \| Schiedsrichter: Sander van der Eijk ( Niederlande) \| \| Spielbericht \|                                                                                        | Rumänien |
| Spanien                                                         | Alejandro Iturbe – Marc Pubill (46. Raúl Moro), César Tárrega, Cristian Mosquera, Hugo Bueno – Javi Guerra, Beñat Turrientes (65. Jesús Rodríguez) – Juanlu Sánchez, Pablo Torre (46. Roberto Fernández), Diego López (65. Mikel Jauregizar) – Mateo Joseph (74. Alberto Moleiro) Cheftrainer: Santi Denia | Răzvan Sava – Tony Strata, Matei Ilie, Ümit Akdağ (76. Cristian Ignat), Andrei Borza – Ovidiu Perianu, Cătălin Vulturar (65. Marius Corbu), Constantin Grameni – Rareș Ilie, Louis Munteanu (76. Vladislav Blănuță), Octavian Popescu (69. Ianis Stoica) Cheftrainer: Daniel Pancu | Rumänien |
| Spanien                                                         | 1:1 Jauregizar (85.) 2:1 Fernández (88.) | 0:1 Munteanu (4.) | Rumänien |
| Spanien                                                         | Perianu (42.) | | Rumänien |
| Spanien                                                         | Blănuță (84.) | | Rumänien |
| Spanien                                                         | Joseph schießt einen Foulelfmeter rechts am Tor vorbei (26.) | | Rumänien |
| Spanien                                                         | Spieler des Spiels: Javi Guerra (Spanien) | | Rumänien |
| 2. Spieltag                                                     | | |          |
| 14. Juni um 18:00 Uhr in Bratislava (Národný futbalový štadión) | | |          |
| Zuschauer: 10.023                                               | | |          |
| Schiedsrichter: Sander van der Eijk ( Niederlande)              | | |          |
| Spielbericht                                                    | | |          |

## Slowakei – Italien 0:1 (0:1)
| Slowakei                                                                   | Slowakei | Italien | Italien |
| -------------------------------------------------------------------------- | --- | --- | ------- |
| Slowakei                                                                   | \| 2. Spieltag \| \| 14. Juni um 21:00 Uhr in Trnava (City Arena – Štadión Antona Malatinského) \| \| Zuschauer: 15.455 \| \| Schiedsrichter: Nenad Minaković ( Serbien) \| \| Spielbericht \|                                                             | \| 2. Spieltag \| \| 14. Juni um 21:00 Uhr in Trnava (City Arena – Štadión Antona Malatinského) \| \| Zuschauer: 15.455 \| \| Schiedsrichter: Nenad Minaković ( Serbien) \| \| Spielbericht \| | Italien |
| Slowakei                                                                   | Ľubomír Belko – Samuel Kopásek, Jakub Jakubko, Adam Obert, Dominik Javorček – Tomáš Rigo, Sebastián Nebyla, Mário Sauer (66. Artur Gajdoš) – Nino Marcelli (57. Adrián Kaprálik), Tomáš Suslov, Leo Sauer (82. Dominik Hollý) Cheftrainer: Jaroslav Kentoš | Sebastiano Desplanches – Mattia Zanotti, Diego Coppola, Lorenzo Pirola , Matteo Ruggeri – Giovanni Fabbian (83. Michael Kayode), Matteo Prati (83. Daniele Ghilardi), Cher Ndour – Tommaso Baldanzi (64. Niccolò Pisilli), Cesare Casadei (64. Luca Koleosho) – Wilfried Gnonto (58. Giuseppe Ambrosino) Cheftrainer: Carmine Nunziata | Italien |
| Slowakei                                                                   | 0:1 Casadei (7.) | | Italien |
| Slowakei                                                                   | Jakubko (37.), L. Sauer (44.) | Zanotti (44.), Ndour (74.), Koleosho (86.) | Italien |
| Slowakei                                                                   | Spieler des Spiels: Cher Ndour (Italien) | | Italien |
| 2. Spieltag                                                                | | |         |
| 14. Juni um 21:00 Uhr in Trnava (City Arena – Štadión Antona Malatinského) | | |         |
| Zuschauer: 15.455                                                          | | |         |
| Schiedsrichter: Nenad Minaković ( Serbien)                                 | | |         |
| Spielbericht                                                               | | |         |

## Rumänien – Slowakei 1:2 (0:1)
| Rumänien                                                        | Rumänien | Slowakei | Slowakei |
| --------------------------------------------------------------- | --- | --- | -------- |
| Rumänien                                                        | \| 3. Spieltag \| \| 17. Juni um 21:00 Uhr in Bratislava (Národný futbalový štadión) \| \| Zuschauer: 17.058 \| \| Schiedsrichter: Manfredas Lukjančukas ( Litauen) \| \| Spielbericht \| | \| 3. Spieltag \| \| 17. Juni um 21:00 Uhr in Bratislava (Národný futbalový štadión) \| \| Zuschauer: 17.058 \| \| Schiedsrichter: Manfredas Lukjančukas ( Litauen) \| \| Spielbericht \| | Slowakei |
| Rumänien                                                        | Otto Hindrich – Tony Strata, Matei Ilie, Ümit Akdağ, Andrei Borza (46. Costin Amzăr) – Ovidiu Perianu (46. Cristian Mihai), Constantin Grameni (60. Rareș Burnete) – Rareș Ilie, Octavian Popescu (46. Marius Corbu), Ianis Stoica (81. Zoran Mitrov) – Louis Munteanu Cheftrainer: Daniel Pancu | Ľubomír Belko – Samuel Kopásek, Jakub Jakubko, Adam Obert, Dominik Javorček – Tomáš Rigo, Sebastián Nebyla (72. Martin Šviderský), Artur Gajdoš (58. Mário Sauer) – Tomáš Suslov (89. Nicolas Šikula), Dominik Hollý (72. Nino Marcelli), Adrián Kaprálik (58. Leo Sauer) Cheftrainer: Jaroslav Kentoš | Slowakei |
| Rumänien                                                        | 1:2 Akdağ (67.) | 0:1 Obert (11.) 0:2 Suslov (57.) | Slowakei |
| Rumänien                                                        | Perianu (31.), Mihai (51.), Strata (69.), M. Ilie (90.) | Nebyla (30.), Javorček (84.), Kopásek (86.) | Slowakei |
| Rumänien                                                        | Spieler des Spiels: Tomáš Suslov (Slowakei) | | Slowakei |
| 3. Spieltag                                                     | | |          |
| 17. Juni um 21:00 Uhr in Bratislava (Národný futbalový štadión) | | |          |
| Zuschauer: 17.058                                               | | |          |
| Schiedsrichter: Manfredas Lukjančukas ( Litauen)                | | |          |
| Spielbericht                                                    | | |          |

## Spanien – Italien 1:1 (0:0)
| Spanien                                                                    | Spanien | Italien | Italien |
| -------------------------------------------------------------------------- | --- | --- | ------- |
| Spanien                                                                    | \| 3. Spieltag \| \| 17. Juni um 21:00 Uhr in Trnava (City Arena – Štadión Antona Malatinského) \| \| Zuschauer: 12.573 \| \| Schiedsrichter: Nick Walsh ( Schottland) \| \| Spielbericht \|                                                                                                   | \| 3. Spieltag \| \| 17. Juni um 21:00 Uhr in Trnava (City Arena – Štadión Antona Malatinského) \| \| Zuschauer: 12.573 \| \| Schiedsrichter: Nick Walsh ( Schottland) \| \| Spielbericht \| | Italien |
| Spanien                                                                    | Pablo Cuñat – Marc Pubill (74. Pablo Torre), Rafa Marín , Juanma Herzog, Andrés García – Mikel Jauregizar, Pablo Marín (65. Diego López) – Raúl Moro (90. César Tárrega), Alberto Moleiro (74. Juanlu Sánchez), Jesús Rodríguez (65. Javi Guerra) – Roberto Fernández Cheftrainer: Santi Denia | Gioele Zacchi – Michael Kayode, Daniele Ghilardi , Diego Coppola, Riccardo Turicchia (84. Matteo Ruggeri) – Issa Doumbia, Gabriele Guarino (84. Lorenzo Pirola), Alessandro Bianco – Niccolò Pisilli (90. Matteo Prati), Jacopo Fazzini (74. Cesare Casadei) – Giuseppe Ambrosino (78. Wilfried Gnonto) Cheftrainer: Carmine Nunziata | Italien |
| Spanien                                                                    | 1:0 Rodríguez (53.) | 1:1 Pisilli (59.) | Italien |
| Spanien                                                                    | Pubill (67.), Fernández (80.) | Ghilardi (40.), Fazzini (57.) | Italien |
| Spanien                                                                    | Spieler des Spiels: Raúl Moro (Spanien) | | Italien |
| 3. Spieltag                                                                | | |         |
| 17. Juni um 21:00 Uhr in Trnava (City Arena – Štadión Antona Malatinského) | | |         |
| Zuschauer: 12.573                                                          | | |         |
| Schiedsrichter: Nick Walsh ( Schottland)                                   | | |         |
| Spielbericht                                                               | | |         |